# Passalora halesiicola
Passalora halesiicola är en svampart som beskrevs av U. Braun, D.F. Farr & Minnis 2009. Passalora halesiicola ingår i släktet Passalora och familjen Mycosphaerellaceae.   Inga underarter finns listade i Catalogue of Life.